# 屯字镇
屯字镇，是中华人民共和国甘肃省庆阳市镇原县下辖的一个乡镇级行政单位。

## 行政区划
屯字镇下辖以下地区：
开城村、田岭村、马堡村、屯字村、白马村、闫孟村、阳宁村、寨地村、曹路村、官亭村、川口村、下郑村、下孙村、四殿村、陈畅村、太阳村、闫沟村、建华村、包城村和双合村。